# 阿格里科朗迪亚
阿格里科朗迪亚（葡萄牙語：Agricolândia）是巴西皮奥伊州的一个市镇。总面积112.419平方公里，总人口4986人，人口密度44.4人/平方公里。